# Theodor-Heuss-Platz
Il Theodor-Heuss-Platz (letteralmente: "piazza Theodor Heuss") è una piazza della città tedesca di Berlino, posta nel quartiere del Westend.
Intitolata a Theodor Heuss, primo presidente della Repubblica Federale di Germania, costituisce un importante nodo di traffico lungo l'asse est-ovest della capitale tedesca.

## Storia
La piazza, in origine denominata Reichskanzlerplatz ("piazza del Cancelliere del Reich"), venne creata dal 1904 al 1908, come piazza ornamentale all'interno del nuovo quartiere-giardino del Westend, all'epoca parte della città di Charlottenburg.
Il 29 marzo 1908, alla presenza dell'imperatore Guglielmo, venne inaugurata la stazione della metropolitana.
Nel 1933, poco dopo l'instaurazione della dittatura nazionalsocialista, la piazza venne ribattezzata Adolf-Hitler-Platz, tornando nel 1947 al nome originario. In realtà Hitler giudicava orribile questa piazza, deturpata com'era da edifici moderni di stile funzionale. Per questo, dopo il primo viaggio ufficiale in Italia, decise che, nell'ambito della totale ristrutturazione della capitale, venisse intitolata all'alleato Benito Mussolini in segno di amicizia e riconoscenza per aver consentito l'ingresso delle truppe tedesche in Austria: "In questo modo io me ne libererò – affermò il Führer, in presenza dell'architetto Albert Speer – e al tempo stesso renderò al Duce il particolare onore di cedergli proprio la mia piazza, al centro della quale collocherò un monumento a Mussolini, di cui ho disegnato io stesso l'abbozzo." Tali piani non si concretizzarono mai a causa dello scoppio della guerra.
Il 18 dicembre 1963 la piazza assunse il nuovo nome di Theodor-Heuss-Platz, in onore del primo presidente della Repubblica Federale di Germania morto sei giorni prima.

## Caratteristiche
La piazza, di forma rettangolare, è caratterizzata da una circolazione rotatoria intorno a un'isola verde centrale, disegnata nel 1985 da Thomas Cordes per conto dell'Ufficio giardini del distretto di Charlottenburg.
L'isola centrale è ornata da diverse opere d'arte:
- il monumento della Fiamma Eterna, eretto nel 1955 in memoria degli esuli tedeschi;
- due teste in pietra, opera del 1989 di Rainer Kriester;
- la fontana monumentale con l'obelisco blu, costruita nel 1995 su disegno di Hella Santarossa.

## Edifici notevoli
La piazza è circondata da alcuni edifici notevoli:
- all'angolo con Kaiserdamm 77-79 e Masurenallee il centro televisivo SFB, costruito dal 1963 al 1971 su progetto di Robert Tepez;[2][3]
- al n. 5 la Edinburgh-House, costruita dal 1960 al 1962 su progetto di Werner Düttmann;[4]
- all'angolo con Heerstraße 1-3 il complesso commerciale Deutschlandhaus e Amerikahaus, costruito dal 1929 al 1931 su progetto di Heinrich Straumer.[5]